# Gambialoa synavei
Gambialoa synavei är en insektsart som beskrevs av Irena Dworakowska 1974. Gambialoa synavei ingår i släktet Gambialoa och familjen dvärgstritar. Inga underarter finns listade i Catalogue of Life.